# مطار شارلوت دوغلاس الدولي
 مطار شارلوت دوغلاس الدولي  (بالإنجليزية: Charlotte Douglas International Airport) (إياتا: CLT، إيكاو: KCLT) هو مطار دولي مشترك بين المدني والعسكري يقع في مدينة شارلوت بولاية كارولاينا الشمالية الأمريكية. شارلوت دوغلاس هو المطار الرئيسي التجاري والعسكري في منطقة شارلوت الحضرية. تشغل المطار إدارة الطيران في مدينة شارلوت، المطار مبني على مساحة 5558 فدانًا (2249 هكتارًا) من الأراضي.
أنشئ في عام 1935 تحت اسم مطار شارلوت المحلي، في عام 1954 تم تغيير اسم المطار إلى مطار دوغلاس المحلي نسبة إلى عمدة مدينة شارلوت السابق بن إلبرت دوغلاس. واكتسب اسمه الحالي في عام 1982. يعتبر حاليا أكبر مركز ومحور لعمليات خطوط الولايات المتحدة الجوية، مع وجهات طيران إلى 135 وجهة محلية دولية اعتبارا من عام 2008.
كان المطار هو المطار الحادي عشر الأكثر ازدحامًا في الولايات المتحدة من حيث حركة الركاب في عام 2019، لأنه خدم أكثر من 50 مليون مسافر، وخامس أكثر المطارات ازدحامًا من حيث عدد الرحلات، ويحتل المرتبة السادسة عالميًا. نما أصبح المطار سادس أكثر المطارات ازدحامًا في الولايات المتحدة في عام 2021. مطار شارلوت مركزًا لشركة الخطوط الجوية الأمريكية، التي تدير غالبية رحلات المطار. يحتوي المطار على 3 مدارج مستخدمة ومدرج واحد غير مستخدم ومبنى ركاب واحد به 115 بوابة عبر خمس ساحات. المطار منشأة تجارية مدنية عسكرية، وبه قاعدة الحرس الوطني الجوي في شارلوت وجناح 145 الجوي التابع للحرس الوطني الجوي لكارولينا الشمالية.

## نبذة تاريخية
في عام 1930 حصلت المدينة على منحة بمبلغ 200,000 دولار من إدارة الأشغال من أجل إنشاء أول مطار محلي في شارلوت. وفي عام 1936، افتتح  مطار شارلوت المحلي بتشغيل مدينة شارلوت. بدأت الخطوط الجوية الشرقية أول خدمة منتظمة للركاب في عام 1937. لا تزال محطة الركاب الأصلية في المطار، والآن تستخدم كمتحف كارولينا للطيران.
في عام 1941 سيطرت القوات الجوية الأمريكية على المطار، وأنشأت قاعدة موريس الميدانية الجوية. استخدم المطار من قبل سلاح الجوالثالث لتسيير الدوريات المضادة للغواصات والتدريب.

### 1950 إلى منتصف 1960: إلى عصر الطائرات النفاثة
في عام 1950، بدأت الخطوط الجوية الشرقية رحلات منتظمة لخدمة الركاب. في عام 1954، تم افتتاح مبنى الركاب على مساحة (6500 متر مربع)، وأعيدت تسمية المطار إلى  مطار دوغلاس المحلي تكريما لعمدة مدينة شارلوت السابق بن إلبرت دوغلاس وعلى الرغم من أن مبنى الركاب كان من طابقين، إلا أن عمليات الركاب كانت محصورة في الطابق الأرضي. حجز التذاكر والأمتعة كانت تقع على كل جانب من المناطق المفتوحة في شطر المبنى من الشمال إلى الجنوب، مطعم طابق الميزانين احتوى مكاتب شركات الطيران المختلفة تطل على المناطق المفتوحة. خطوط دلتا الجوية بدأت رحلات منتظمة لنقل المسافرين في عام 1956.
بدأت الخطوط الجوية الشرقية الخدمة الأولى في المنطقة للرحلات المجدولة بانتظام عبر الطائرات النفاثة في عام 1962.

### أواخر 1960 إلى 1978: مرحلة ما قبل تحرير القطاع
شهد أواخر الستينات مشروع تجديد رئيسي لتحويل المطار إلى منشأة كبيرة. افتتحت الخطوط الجوية الشرقية وحدتها الخاصة في المطار في عام 1967، لتحل محل الرصيف الغربي القديم. هذا المرفق الجديد احتوى 8 بوابات سفر مخصصة للخطوط الجوية الشرقية، ولكل منها صالة المغادرة الخاصة بها، فضلا عن مطعم للوجبات الخفيفة ومنطقة منفصلة للمطالبة بالأمتعة. ومع ذلك كان على الركاب التسجيل من خلال المبنى الرئيسي.
بعد ذلك بعامين وفي عام 1969، انجز بناء صالة التقاء جديدة موازية للصالة الوسطى الرئيسية. وعند إتمامه، انتقلت خطوط بيدمونت، والخطوط الجوية الشرقية وخطوط دلتا الجوية إلى المبنى الجديد فيما تم هدم الصالة الرئيسية في وقت لاحق. احتوى المبنى الجديد على ردهة جديدة وصالات مغادرة منفصلة، ومنطقة منفصلة وأوسع للمطالبة بالأمتعة.

### 1978 حتى 1989: تصبح محورا رئيسيا

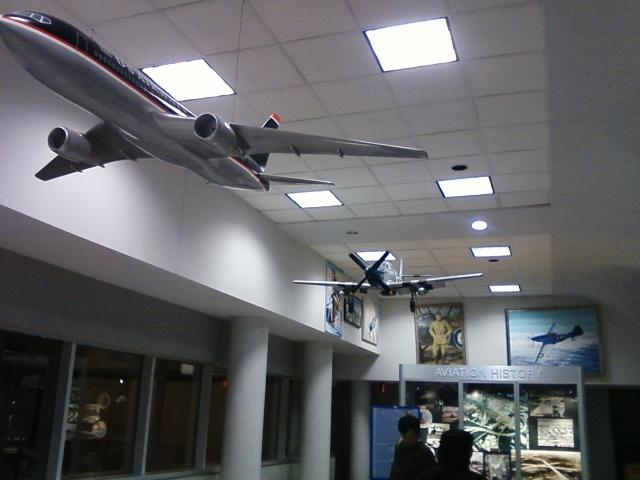
ما زال بعض المباني القديمة قائمة ولكن استخدم بعضها كمتحف للطيران

بعد قرار تحرير قطاع الطيران الأمريكي من القيود المفروضة عليه في عام 1978، تضاعفت اعداد الركاب إلى الضعف تقريبا بين عامي 1978 و 1980، وللتعامل مع الزيادة في أعداد المسافرين أنجز إنشاء مدرج طيران متوازي بطول 3000 متر بالإضافة إلى برج جديد للمراقبة الجوية الموازية وافتتحت في عام 1979.
في عام 1979، توسعت خطوط بيدمونت الجوية واتخذت مطار شارلوت كمركز لعملياتها. ولمواجهة واستيعاب النمو المتزايد للمنشأة، افتتح محطة الركاب الجديدة على مساحة 30,000 متر مربع في عام 1982، وأعيدت تسمية المطار  مطار شارلوت دوغلاس الدولي. في عام 1987، افتتحت خطوط بيدمونت الجوية خدمة بدون توقف إلى لندن.
في منتصف الثمانينات، تم تحويل موقع المبنى القديم إلى مركز للشحن، وازيلت المحطة الوسطى والشرقية لافساح المجال للمزيد من المباني الحديثة للبضائع. المبنى الأصلي الرئيسي لا يزال قائما، ولكن يستخدم كمساحات للمكاتب. برج المراقبة القديم أزيل في أواخر التسعينات.
في عام 1989، اندمجت خطوط بيدمونت الجوية مع USAir، ونتيجة لعملية الدمج الجديدة أحتفظ باسم USAir.

### 1990 حتى 2004: تأثير خطوط الولايات المتحدة الجوية

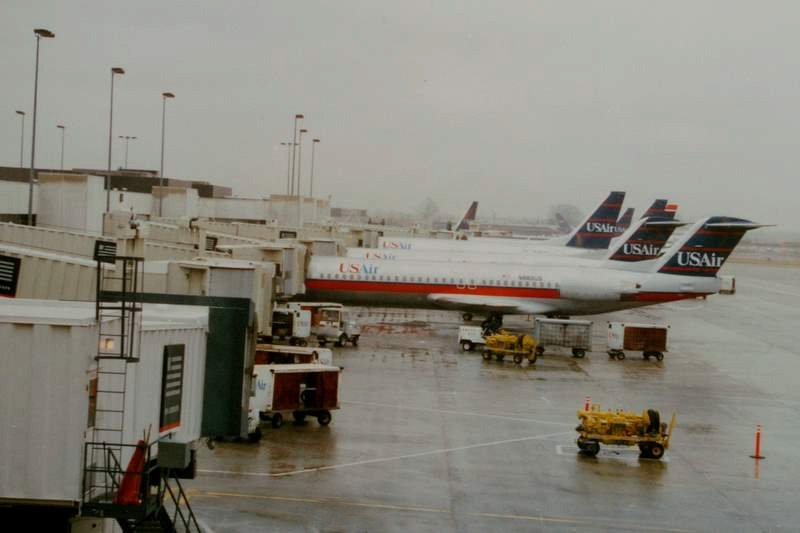
خطوط الولايات المتحدة الجوية

في عام 1990، شهد مزيد من التوسع بافتتاح الردهة الجديدة للركاب على مساحة 7400 متر مربع، ومما يعكس وجود وسيطرة USAir في المطار وضعت امام المبنى الرئيسي تمثال برونزي للملكة الإنجليزية شارلوت مكلنبورغ - سترليتز (نفس اسم المدينة)، من أعمال الفنان ريمون كسكي.
في عام 1992، بدأت خطوط لوفتهانزا بتسيير رحلات إلى ألمانيا، ولكن هذه الخدمة توقفت بعد ذلك بوقت قصير. في عام 1994، بدأت الخطوط الجوية البريطانية رحلاتها إلى لندن عبر خدمة «تحالف غلوبل» مع USAir توقفت عن ذلك منذ أن اختارت الخطوط الجوية البريطانية تغيير التحالف. أعادت لوفتهانزا تشغيل خدماتها من المطار بتشغيل رحلات جوية بين شارلوت وميونيخ بألمانيا باستخدام طائرات ايرباص A340 - 600.
في عام 2002، افتتح مبنى صالات الركاب E ، والذي احتوى على 32 بوابة جديدة ، كما بدأت خطوط الولايات المتحدة الجوية خدمة بدون توقف إلى بليز، فريبورت، بروفيدنسياليس، بونتا كانا، وسانت كروا.
في عام 2003، تم توسيع القاعة الرئيسية للتذاكر إلى الشرق، وتوفير 13 مكاتب إضافية للتذاكر ونقطة تفتيش أمنية جديدة. توسيع مبنى صالات الركاب D عن طريق إضافة 9 بوابات. في ذلك العام، بدأت خطوط الولايات المتحدة الجوية خدمة لكوستاريكا، ومكسيكو سيتي، وسانت كيتس. لوفتهانزا عادت مرة أخرى للمطار برحلات إلى ميونيخ.

## منشآت ومرافق المطار

### مدارج الطيران

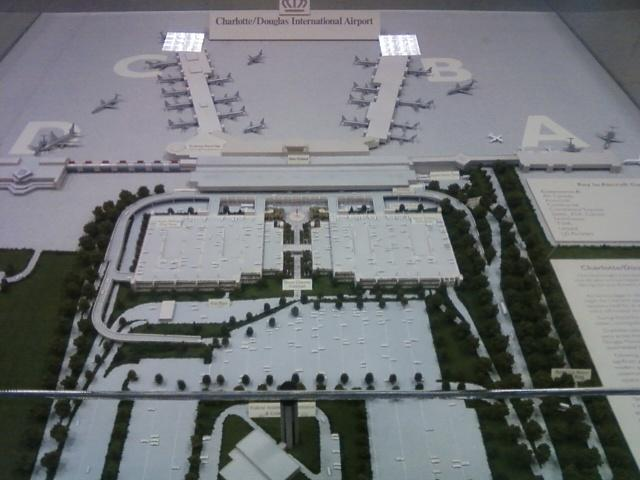

بدأ بناء المدرج الرابع في ربيع عام 2007. بطول 9,000 قدم (2,700 م)، والمدرج الموازي الثالث الجديد سوف يضيف ثلاثة مسارات اقتراب جوية جديدة، ومن المحتمل زيادة القدرة بنسبة 33 في المئة. هذا المدرج الجديد يقع إلى الغرب من المدارج الثلاثة القائمة. تشييد المدرج الرابع تطلب نقل أجزاء من طريق والاس نيل (الذي كان في السابق يشكل الحدود الغربية للمطار) إلى الغرب لمزيد من المواءمة.
المرحلة الأولى من أعمال التشييد، التي بدأت في مارس 2007 تشمل أعمال التسوية والتصريف. وتشمل المرحلة الثانية رصف وإنارة المدرج، ومن المقرر أن تبدأ يوم 4 يوليو 2008.
المدرج 18R/36L تم تغييره إلى المدرج 18C/36C يوم 20 نوفمبر 2008 تحسبا لافتتاح المدرج الثالث المواز الذي سيحمل تسمية 18R/36L حال افتتاحه في عام 2010.

### النقل
خدمة الحافلات «سبرنتر» تربط بين المطار ومركز النقل بوسط مدينة شارلوت (وهذا الطريق كان يعرف سابقا باسم «الطريق 5 - مطار»). تصل وتغادر في الجهة المقابلة للمنطقة D الخاصة بالمطالبة بالأمتعة، ويسهل التعرف عليها من خلال اللون الأخضر وإشارات «سبرنتر».
هذه الخدمة تعمل من المطار كل 20 دقيقة من الاثنين إلى الجمعة 5:50 حتى 7:00. بعد 7:00 مساء تقدم الخدمة كل 30 دقيقة حتى الساعة 12:02. أما يومي السبت والاحد، تعمل خدمة سبرينتر من المطار كل ساعة 6:00 حتى 8:00، وكل نصف ساعة من 8:00 حتى 9:00، وفي كل ساعة من 9:00 حتى 1:00. وقت الرحلة من المطار إلى وسط المدينة تقريبا 20 دقيقة (اعتمادا على ظروف المرور)، وتكلف 1.50 دولار في الاتجاه الواحد.
كما تتوفر خدمات سيارات الأجرة العامة.

### مواقف السيارات
تتنوع خيارات وقوف السيارات في شارلوت دوغلاس بتوفير ما يقرب من 6,000 مواقف للوقوف اليومي للمسافرين. وهناك أيضا اثنين من المساحات لوقوف السيارات للمدى الطويل تتسع ل 6500 موقف. وهناك أيضا المواقف المنعزلة والتي هي بين مباني مواقف السيارات اليومية ومواقف المدى الطويل مع حوالي 1,500 موقف.

## المرافق العسكرية
مطار شارلوت دوغلاس الدولي هو أيضا موطن لقاعدة شارلوت الجوية للحرس الوطني، الفصيل 145 المحمول جوا، إحدى وحدات قيادة الحركة الجوية الأمريكية (AMC) والتابعة لقيادة الحرس الوطني في ولاية كارولينا الشمالية عبر طائرات سي-130 هيركوليز التكتيكية. تقع القاعدة على الجانب الشرقي للمطار، وهو أيضا مقر لطائرات الإنقاذ ومكافحة الحريق (ARFF) المجهزة تجهيزا كاملا وتاما من القوات الجوية لمساندة أعمال الإنقاذ ومكافحة الحريق الجوبة.
تحتضن القاعدة أكثر من 1000 فرد من أفراد الحرس الوطني الجوي. وهي واحدة من عدد من وحدات الحرس الوطني الجوي وقيادة احتياطي القوات الجوية المختارة والتي تستخدم طائرات طراز سي 130 المعدلة بوحدات نظام مكافحة الحرائق (MAFFS) لدعم عمليات اطفاء الحرائق في أحراش الولايات المتحدة. تقوم أيضا بأداء دورها في تنظيم ودعم قيادة الحركة الجوية ودعم انتشار الوحدات القتالية على مستوى العالم.

## شركات الطيران والوجهات

### الركاب
| شركـات طيـران           | الوجهات | Refs          |
| ----------------------- | --- | ------------- |
| Air Canada Express      | مطار تورونتو بيرسون الدولي | [ 15 ]        |
| الخطوط الجوية الأمريكية | Albany، مطار الملكة بياتريس الدولي، Asheville، مطار هارتسفيلد جاكسون، مطار أوستن برغستروم الدولي، مطار بالتيمور واشنطن الدولي، باربادوس، برمودا، Birmingham (AL) ‏، مطار لوجان الدولي، مطار بوفالو نياغارا الدولي ‏، Cancún، Cedar Rapids/Iowa City ‏، Charleston (SC) ‏، مطار أوهير الدولي، Cincinnati، Cleveland، Columbus–Glenn، كوراساو، مطار دالاس فورت ورث الدولي، مطار دايتونا بيتش الدولي، مطار دنفر الدولي، Des Moines ‏، Destin/Fort Walton Beach ‏، مطار ديترويت، Fayetteville/Bentonville، Fort Lauderdale ‏، Fort Myers ‏، مطار فرانكفورت، مطار أوين روبرتس الدولي، Grand Rapids ‏، Greensboro، Greenville/Spartanburg، مطار هاريسبورغ الدولي ‏، Hartford، مطار جورج بوش الدولي، مطار إنديانابوليس الدولي، مطار جاكسونفيل الدولي، Kansas City ‏، Key West ‏، Knoxville، مطار هاري ريد الدولي، Liberia (CR) ‏، مطار ليتل روك الدولي، مطار لندن هيثرو، مطار لوس أنجلوس الدولي، Louisville، Madison، مطار مدريد باراخاس الدولي، Manchester (NH) ‏، مطار ممفيس الدولي، مطار بينيتو خواريز الدولي، مطار ميامي الدولي، Milwaukee، مطار منيابولس سانت بول الدولي، مطار سانجستر الدولي، مطار مونتريال الدولي، مطار ميونخ الدولي، Myrtle Beach ‏، مطار ناشفيل الدولي، Nassau، مطار نيوآرك ليبرتي الدولي، مطار نيو اورليانز لويس أرمسترونغ الدولي، مطار جون إف كينيدي الدولي، مطار لاغوارديا، Norfolk، Oklahoma City ‏، Omaha، Ontario، Orange County ‏، مطار أورلاندو الدولي، Pensacola، مطار فيلادلفيا الدولي، مطار فينيكس سكاي هاربر الدولي، مطار بيتسبرغ الدولي ‏، Portland (ME) ‏، مطار بورتلاند الدولي، Providence، Providenciales، Punta Cana ‏، Raleigh/Durham، Richmond، Rochester (NY) ‏، Sacramento، مطار سانت لويس الدولي، مطار الأميرة جوليانا الدولي، St. Thomas ‏، مطار سولت ليك سيتي الدولي، مطار سان أنطونيو الدولي، مطار سان دييغو الدولي، مطار سان فرانسيسكو الدولي، مطار خوان سانتاماريا الدولي، مطار لويس مارين مونيوز، Sarasota، Savannah، مطار سياتل تاكوما الدولي، Sioux Falls ‏، Syracuse، مطار تامبا الدولي، Tulsa، مطار واشنطن دولس الدولي، مطار رونالد ريغان الوطني، مطار بالم بيتش الدولي، Wilkes-Barre/Scranton، Wilmington (NC) ‏ موسمي: أنتيغوا، Bangor، Belize City ‏، Burlington (VT) ‏، Cozumel، مطار دبلن الدولي، George Town ‏، غرينادا، Panama City (FL) ‏، مطار باريس شارل ديغول، Puerto Plata ‏، Rapid City ‏، مطار ليوناردو دا فينشي، St. Croix ‏، St. Kitts ‏، St. Lucia–Hewanorra ‏، San José del Cabo ‏، مطار لاس أمريكا الدولي، مطار فانكوفر الدولي (begins June 5، 2024) | [ 20 ]        |
| إمريكان إيغل            | Akron/Canton، Allentown، Asheville، مطار هارتسفيلد جاكسون، Augusta (GA) ‏، Bangor، Baton Rouge ‏، Birmingham (AL) ‏، Burlington (VT) ‏، Cedar Rapids/Iowa City ‏، Charleston (SC) ‏، Charleston (WV) ‏، Charlottesville، Chattanooga، Cincinnati، Cleveland، Columbia (SC) ‏، Columbus–Glenn، Dayton، مطار دايتونا بيتش الدولي، Des Moines ‏، Destin/Fort Walton Beach ‏، Erie، Evansville، Fayetteville/Bentonville، Fayetteville (NC) ‏، Florence (SC) ‏، مطار فورت واين الدولي، Gainesville، George Town ‏، Greensboro، Greenville، Greenville/Spartanburg، Gulfport/Biloxi، مطار هاريسبورغ الدولي ‏، Hilton Head ‏، Huntington، مطار هنتسفيل الدولي، مطار إنديانابوليس الدولي، Jackson (MS) ‏، مطار جاكسونفيل الدولي، Jacksonville (NC) ‏، Key West ‏، Knoxville، Lafayette، Lexington، مطار ليتل روك الدولي، Louisville، Lynchburg، Manchester (NH) ‏، Melbourne/Orlando، Milwaukee، مطار موبيل الإقليمي، Moline/Quad Cities ‏ (تبدأ في 20 ديسمبر 2023)، Montgomery، Myrtle Beach ‏، مطار ناشفيل الدولي، New Bern ‏، Newport News ‏، Norfolk، North Eleuthera ‏، Oklahoma City ‏، Omaha، Panama City (FL) ‏، Pensacola، Peoria، مطار بيتسبرغ الدولي ‏، Providence، Richmond، Roanoke، Rochester (NY) ‏، مطار سانت لويس الدولي، Salisbury، Sarasota، Savannah، Shreveport، South Bend ‏، Springfield/Branson، Syracuse، Tallahassee، مطار تورونتو بيرسون الدولي، Tri-Cities (TN) ‏، Tulsa، مطار واشنطن دولس الدولي، مطار رونالد ريغان الوطني، White Plains ‏، Wilmington (NC) ‏ موسمي: Appleton، مطار ديترويت، Freeport، Marsh Harbour ‏، Martha’s Vineyard ‏، مطار مونتريال الدولي، Nantucket، Traverse City ‏ | [ 20 ]        |
| Contour Airlines        | Beckley، Clarksburg، Lewisburg (WV) ‏، Muscle Shoals ‏، Paducah، Shenandoah Valley ‏ | [ 25 ]        |
| خطوط دلتا الجوية        | مطار هارتسفيلد جاكسون، مطار ديترويت، مطار منيابولس سانت بول الدولي، مطار سولت ليك سيتي الدولي | [ 26 ] [ 27 ] |
| Delta Connection        | مطار لوجان الدولي، مطار جون إف كينيدي الدولي، مطار لاغوارديا | [ 26 ] [ 27 ] |
| خطوط فرونتير الجوية     | مطار دنفر الدولي، مطار هاري ريد الدولي، مطار أورلاندو الدولي، مطار فيلادلفيا الدولي، Trenton موسمي: Cleveland | [ 28 ]        |
| خطوط جيت بلو الجوية     | مطار لوجان الدولي | [ 29 ]        |
| لوفتهانزا               | مطار ميونخ الدولي | [ 30 ]        |
| خطوط ساوث ويست الجوية   | مطار بالتيمور واشنطن الدولي، مطار ميدواي الدولي، Dallas–Love، مطار دنفر الدولي، Houston–Hobby، مطار ناشفيل الدولي، مطار سانت لويس الدولي | [ 31 ]        |
| خطوط سبيريت الجوية      | مطار لوجان الدولي، مطار أوهير الدولي، مطار دالاس فورت ورث الدولي، Fort Lauderdale ‏، مطار هاري ريد الدولي، مطار لوس أنجلوس الدولي، مطار ميامي الدولي، مطار نيوآرك ليبرتي الدولي (تبدأ في 5 أبريل 2024)، مطار لاغوارديا، مطار أورلاندو الدولي، مطار تامبا الدولي | [ 37 ]        |
| خطوط بلاد الشمس الجوية  | موسمي: مطار منيابولس سانت بول الدولي | [ 39 ]        |
| الخطوط الجوية المتحدة   | مطار أوهير الدولي، مطار دنفر الدولي، مطار جورج بوش الدولي، مطار نيوآرك ليبرتي الدولي، مطار واشنطن دولس الدولي | [ 40 ]        |
| United Express          | مطار أوهير الدولي، مطار جورج بوش الدولي، مطار نيوآرك ليبرتي الدولي، مطار واشنطن دولس الدولي | [ 40 ]        |
| Volaris                 | مطار غوادالاخارا الدولي | [ 41 ]        |

### الشحن
| شركـات طيـران | الوجهات                                                | Refs   |
| ------------- | ------------------------------------------------------ | ------ |
| Amazon Air    | Cincinnati، Ontario، Riverside، مطار لويس مارين مونيوز | [ 42 ] |

## الإحصائيات

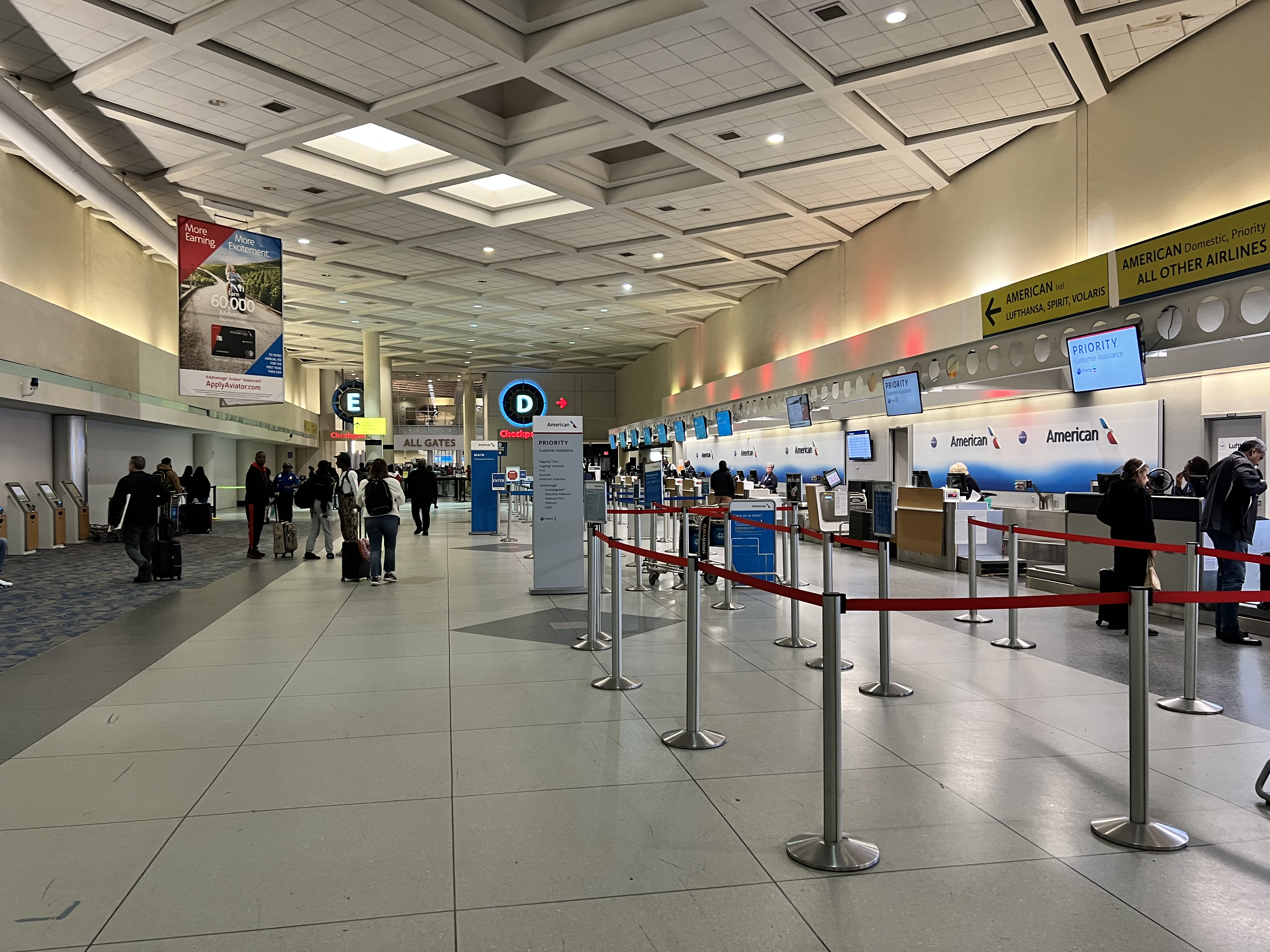
تسجيل الوصول لدى الخطوط الجوية الأمريكية

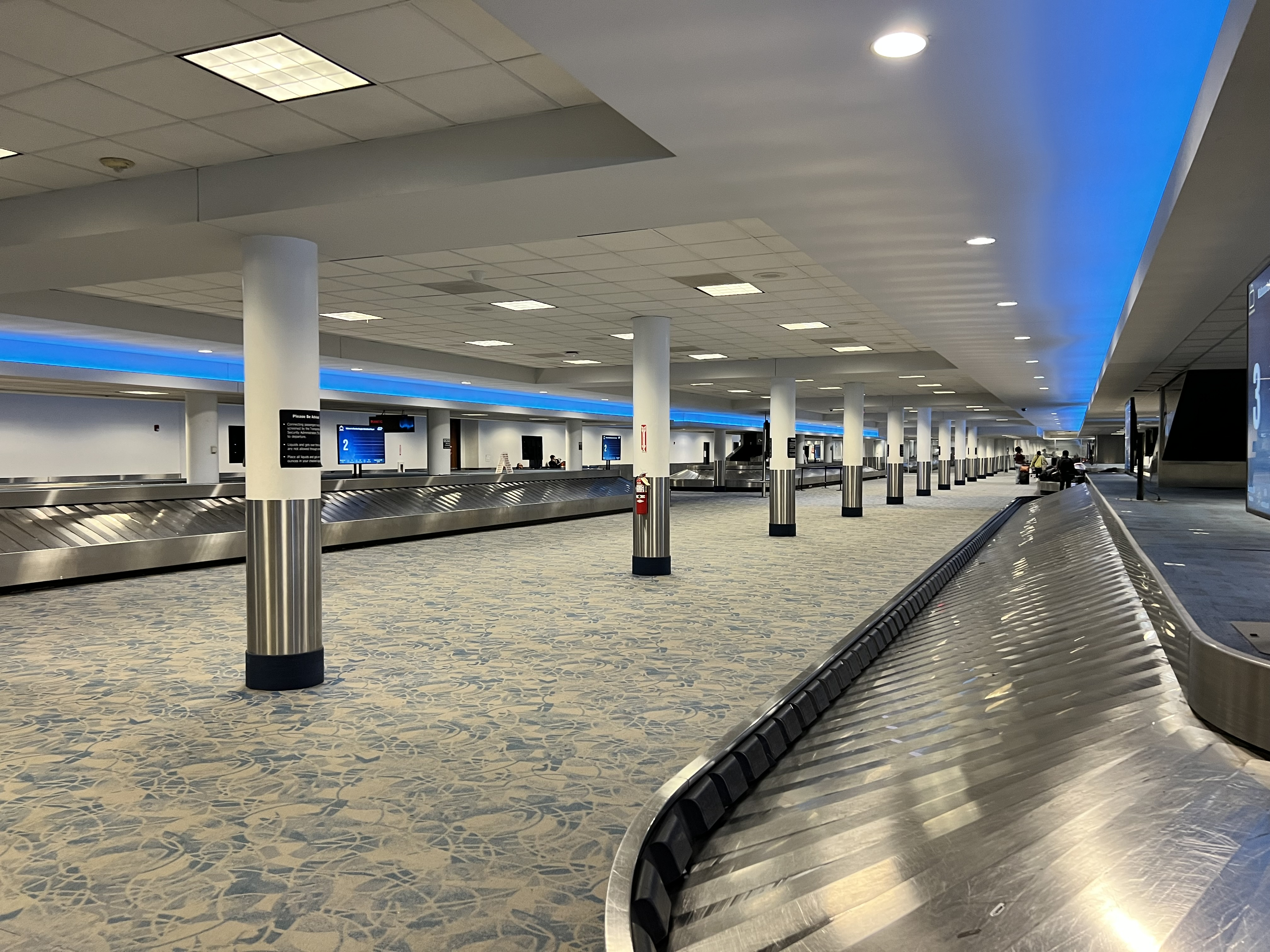
استلام الأمتعة في الصالة الدولية

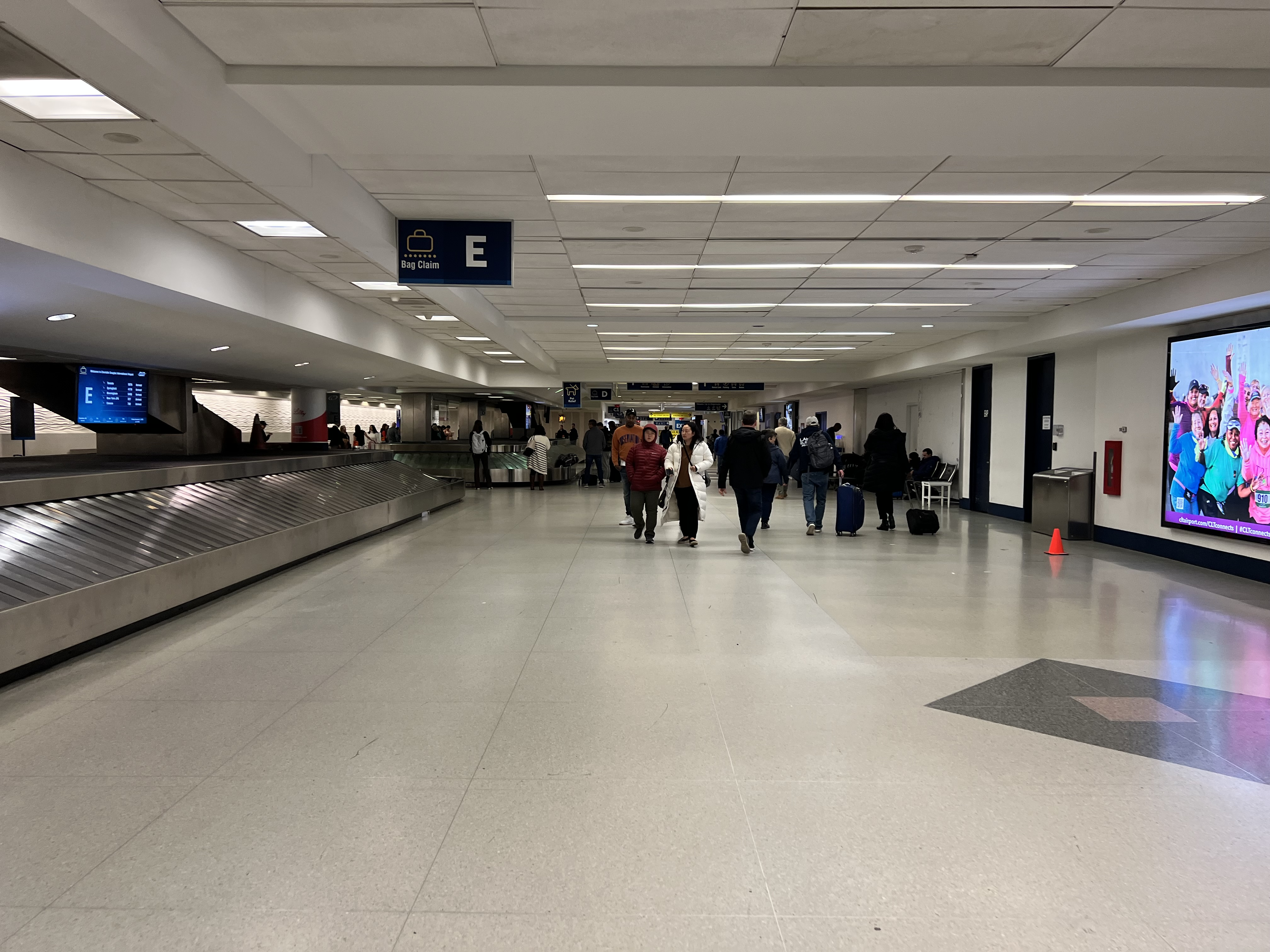
استلام الأمتعة في الصالة المحلية

### أهم الوجهات
| الرتبة | المدينة                        | الركاب  | الناقل                           |
| ------ | ------------------------------ | ------- | -------------------------------- |
| 1      | مطار أورلاندو الدولي           | 836,000 | الأمريكية، فرونتير، سيبريت       |
| 2      | مطار دالاس فورت ورث الدولي     | 556,000 | الأمريكية، سيبريت                |
| 3      | مطار لاغوارديا                 | 555,000 | الأمريكية، دلتا، سيبريت          |
| 4      | مطار لوجان الدولي              | 544,000 | الأمريكية، دلتا، جيت بلو، سيبريت |
| 5      | مطار أوهير الدولي              | 543,000 | الأمريكية، المتحدة، سيبريت       |
| 6      | مطار نيوآرك ليبرتي الدولي      | 512,000 | الأمريكية، المتحدة               |
| 7      | مطار تامبا الدولي              | 479,000 | الأمريكية، سيبريت                |
| 8      | مطار ميامي الدولي              | 458,000 | الأمريكية، سيبريت                |
| 9      | مطار فيلادلفيا الدولي          | 456,000 | الأمريكية، فرونتير               |
| 10     | Raleigh/Durham، North Carolina | 443,000 | الأمريكية                        |

| الرتبة | المدينة                          | الركاب  | الناقل                |
| ------ | -------------------------------- | ------- | --------------------- |
| 1      | Cancún، Mexico                   | 397,179 | الأمريكية             |
| 2      | مطار سانجستر الدولي              | 294,942 | الأمريكية             |
| 3      | Punta Cana، Dominican Republic ‏  | 249,728 | الأمريكية             |
| 4      | مطار لندن هيثرو                  | 232,464 | الأمريكية             |
| 5      | مطار تورونتو بيرسون الدولي       | 200,669 | طيران كندا، الأمريكية |
| 6      | مطار ميونخ الدولي                | 199,438 | الأمريكية، لوفتهانزا  |
| 7      | Nassau، Bahamas                  | 192,278 | الأمريكية             |
| 8      | Providenciales، Turks and Caicos | 165,354 | الأمريكية             |
| 9      | مطار الملكة بياتريس الدولي       | 150,742 | الأمريكية             |
| 10     | مطار مونتريال الدولي             | 86,983  | الأمريكية             |

### شركات الطيران
| الرتبة | الناقل                  | الركاب     | لحصة   |
| ------ | ----------------------- | ---------- | ------ |
| 1      | الخطوط الجوية الأمريكية | 30,932,000 | 69.91% |
| 2      | خطوط دلتا الجوية        | 1,018,000  | 2.30%  |
| 3      | خطوط ساوث ويست الجوية   | 693,000    | 1.57%  |
| 4      | الخطوط الجوية المتحدة   | 546,000    | 1.23%  |
| 5      | خطوط سبيريت الجوية      | 534,000    | 1.21%  |
|        | آخرى                    | 10,523,000 | 23.78% |

### عد المسافرين
شاهد source Wikidata query and sources.
| السنة | الركاب     | السنة | الركاب     | السنة | الركاب     |
| ----- | ---------- | ----- | ---------- | ----- | ---------- |
| 2000  | 23,073,894 | 2010  | 38,254,207 | 2020  | 27,205,082 |
| 2001  | 23,177,555 | 2011  | 39,043,708 | 2021  | 43,302,230 |
| 2002  | 23,597,926 | 2012  | 41,228,372 | 2022  | 47,758,605 |
| 2003  | 23,062,570 | 2013  | 43,456,310 | 2023  |            |
| 2004  | 25,162,943 | 2014  | 44,279,504 | 2024  |            |
| 2005  | 28,206,052 | 2015  | 44,876,627 | 2025  |            |
| 2006  | 29,693,949 | 2016  | 44,422,022 | 2026  |            |
| 2007  | 33,165,688 | 2017  | 45,909,899 | 2027  |            |
| 2008  | 34,739,020 | 2018  | 46,444,380 | 2028  |            |
| 2009  | 34,536,666 | 2019  | 50,168,783 | 2029  |            |